# فولجاریا
فولجاریا (به ایتالیایی: Folgaria) یک کومونه در ایتالیا است که در ترنتینو واقع شده‌است.

## خصوصیات
فولجاریا ۷۱ کیلومترمربع مساحت و ۳٬۱۹۳ نفر جمعیت دارد و ۱٬۱۶۹ متر بالاتر از سطح دریا واقع شده‌است.

## خواهرخوانده
شهر Heringsdorf خواهرخواندهٔ فولجاریا هست.